# Schlacht bei St. Georgen
In der Schlacht bei St. Georgen im Oktober 1292, vor den Toren der Stadt Winterthur in der Schweiz, besiegte ein habsburgisches Heer ein Aufgebot der Reichsstadt Zürich.
Im Oktober 1291, während der ersten Phase der Schweizer Habsburgerkriege, verbündeten sich die reichsunmittelbaren Länder Uri und Schwyz mit der Reichsstadt Zürich, um sich den Vormachtsbestrebungen des Hauses Habsburg entgegenzustellen. Im Dezember schloss sich auch die Stadt Luzern, die wenige Monate zuvor unter habsburgische Herrschaft geraten war, dieser gegen Herzog Albrecht von Österreich gerichteten Koalition an.  Als ein Zürcher Heer im April 1292 die habsburgische Stadt Winterthur zu erobern versuchte, wurde es vor den Toren der Stadt bei St. Georgen von den Habsburgern besiegt.  Daraufhin zerbrach die antihabsburgische Koalition.